# View Askew Productions
View Askew Productions est une société de production de film fondée en 1994 par Kevin Smith et Scott Mosier. Cette compagnie a bien sûr servi à produire le 1er film de Kevin Smith, Clerks, les employés modèles. Les deux compères ont également créé le View Askewniverse, un univers de fiction qui est présent dans presque tous les films de Kevin Smith.
La compagnie a également produit des films d'autres réalisateurs : Drawing Flies avec Jason Lee et Jason Mewes (deux acteurs récurrents chez Smith), le documentaire Small Town Gay Bar, Vulgar avec Brian O'Halloran, A Better Place, Big Helium Dog, ...

## Productions
- 1994 : Clerks : Les Employés modèles (Clerks.) de Kevin Smith
- 1995 : Les Glandeurs (Mallrats) de Kevin Smith
- 1996 : Drawing Flies de Matthew Gissing et Malcolm Ingram
- 1997 : Méprise multiple (Chasing Amy) de Kevin Smith
- 1997 : A Better Place de Vincent Pereira
- 1999 : Big Helium Dog de Brian Lynch
- 1999 : Dogma de Kevin Smith
- 1999 : View Askew's Look Back at Mallrats (making-of vidéo de Les Glandeurs)
- 2000 : Clerks (série animée de 6 épisodes)
- 2000 : Vulgar de Bryan Johnson
- 2001 : Judge Not: In Defense of Dogma (documentaire avec les protagonistes de Dogma)
- 2001 : Jay et Bob contre-attaquent (Jay and Silent Bob Strike Back) de Kevin Smith
- 2002 : The Flying Car (court-métrage) de Kevin Smith
- 2004 : Oh, What a Lovely Tea Party (documentaire sur Jay et Bob contre-attaquent) de Jennifer Schwalbach Smith
- 2004 : Père et Fille (Jersey Girl) de Kevin Smith
- 2004 : Snowball Effect: The Story of 'Clerks' (documentaire sur le tournage et le succès de Clerks)
- 2004 : Clerks: The Lost Scene de Kevin Smith (scène coupée de Clerks)
- 2004 : 'Clerks' 10th Anniversary Q & A de Kevin Smith (documentaire avec des questions-réponses avec l'équipe du film)
- 2005 : Reel Paradise de Steve James
- 2006 : Small Town Gay Bar de Malcolm Ingram
- 2006 : Back to the Well: Clerks II de Joey Figueroa et Zak Knutson
- 2006 : Clerks 2 de Kevin Smith
- 2006 : Train Wreck! de Joey Figueroa et Zak Knutson
- 2008 : Zack et Miri font un porno (Zack and Miri Make a Porno) de Kevin Smith
- 2008 : Kevin Smith: Sold Out - A Threevening with Kevin Smith de Joey Figueroa et Zak Knutson (Smith en questions-réponses devant son public)
- 2009 : Perversion for Profit (making of de Zack and Miri Make a Porno)
- 2013 : Jay & Silent Bob's Super Groovy Cartoon Movie! de Steve Stark
- 2019 : Jay et Bob contre-attaquent… encore (Jay and Silent Bob Reboot) de Kevin Smith
- 2022 : Killroy Was Here de Kevin Smith
- 2022 : Clerks 3 (Clerks III) de Kevin Smith
- 2024 : The 4:30 Movie de Kevin Smith